# Sexydeath
Sexydeath o Sexy Death fue un grupo de  rock industrial radicado en Suecia y liderado por el colombiano Álex Frejrud.

## Historia
Álex Frejrud nació en Manizales, Colombia, pero ha pasado la mayor parte de su vida en Suecia. Allí recibió influencias de la música techno, trip hop y rock e integró algunos grupos underground de ese país. En 2001 grabó algunos demos bajo el nombre Sexydeath y se radicó en Colombia para participar en una convocatoria de nuevos artistas rock promovida por Universal Music.
Su demo "She's a Maniac" (versión del éxito de Michael Sembello) fue seleccionado en el concurso, rotando con éxito en la programación de la estación Radioacktiva e incluido en la recopilación El Planeta Rock.
Tras el éxito de este cover, grabó en Bogotá el álbum The Damiana Error, el cual incluía una selección de temas que Frejrud venía escribiendo desde 1999. De este álbum se promovió el videoclip de la canción "Halloween Robot Girl".
A mediados del 2004, luego de producir el debut discográfico de El Sie7e, Frejrud se radicó de forma definitiva en Suecia, donde rearmó su banda logrando un notable reconocimiento en la escena rock de ese país. En Europa ha logrado alternar en conciertos con artistas de la talla de Kill Hannah, The 69 Eyes, HIM o Deathstars.
En 2008 presentó Unbruja, su segundo álbum, el cual se ha promovido a través de giras por varios países europeos.

## Discografía

### Álbumes de estudio
- The Damiana Error (2004)
- Unbruja (2008)
- The Funeral Reserve (2010)

### Videoclips
- Halloween Robot Girl (2003)
- Smells Like Dystopia (2007)
- Lick Out The Pain (2008)
- Telephatic Sex With The Machine (2008)
- Deathlicious (2008)
- A Chemical Rabbit (2010)